# Sangro
A Sangro egy olaszországi folyó. A Monte Morrone del Diavolo (1602 m) lejtőiről ered, Pescasseroli mellett, átszeli Abruzzo régiót, majd Torino di Sangro mellett az Adriai-tengerbe ömlik. A folyó vizét villamosenergia termelésre is felhasználják, ennek érdekében két mesterséges tavat létesítettek völgyében: Barrea-tó és Bombai-tó. 
Mellékfolyói: Fondillo, Scerto, Zittola, Molinaro, Appelo, Pianetto, Verde di Borello, Aventino, Gogna és Parello.

## Külső hivatkozások
- Sangro – Fiumi.com (olaszul)